# Madame Aurora und der Duft von Frühling
Madame Aurora und der Duft von Frühling ist ein französischer Spielfilm von Blandine Lenoir aus dem Jahr 2017.

## Handlung
Aurore ist in den 50ern, lebt von ihrem Mann getrennt und hat zwei erwachsene Töchter: Sarah und Lucie. Sie verliert ihren Job in einem Restaurant. Außerdem erfährt sie, dass sie Großmutter werden wird und leidet an den Wechseljahren. Doch dann trifft sie zufällig ihre große Jugendliebe Christophe wieder. Aurores Freundin Mano  und ihre beiden Töchter helfen ihr, ihr Leben wieder in den Griff zu bekommen.

## Kritik
Patrick Seyboth bei Epd Film meint: „Blandine Lenoir erzählt diese Geschichte vom Verstreichen der Zeit und den damit einhergehenden Anpassungsschwierigkeiten, ohne sich an einen stringenten Plot zu klammern. Mäandernd kommen die Handlungsfäden zusammen, und die Lässigkeit der Inszenierung wie auch des Spiels der großartigen Agnès Jaoui in der Hauptrolle nehmen sehr schnell für den Film ein. Manches Geschehen wird nur angerissen, der Tonfall tänzelt souverän zwischen Melancholie und Humor, ein paar satirische Seitenhiebe gegen Selbstoptimierungszwang und bizarre Babyprodukte werden auch noch ausgeteilt.“